# Emil Maurice

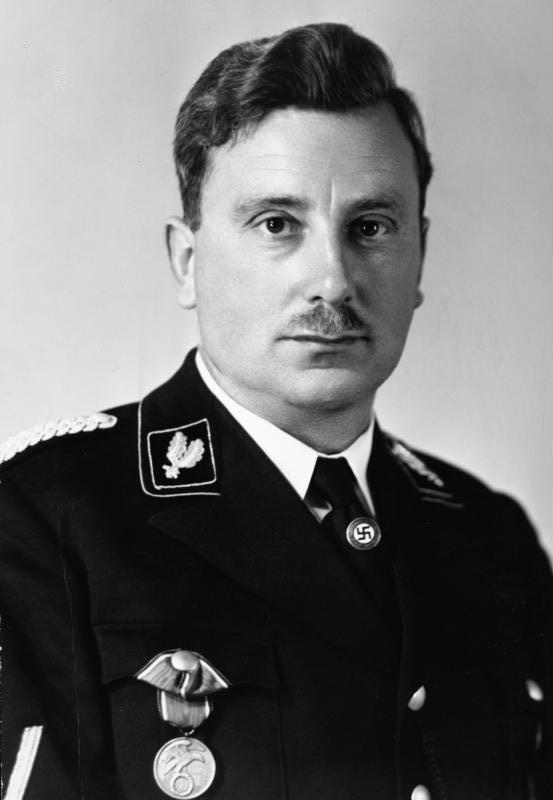
Emil Maurice als SS-Oberführer mit dem „Blutorden“, Aufnahme aus dem Bundesarchiv

Emil Maurice (* 19. Januar 1897 in Westermoor, Schleswig-Holstein; † 6. Februar 1972 in München) war ein langjähriger politischer und persönlicher Wegbegleiter Adolf Hitlers, dessen Chauffeur und Duzfreund. Er wirkte am Erstarken der nationalsozialistischen Bewegung vor allem in den 1920er-Jahren mit und war frühes Mitglied der SA und SS. In den späteren Jahren des NS-Regimes hatte er verschiedene politische Ämter inne und erreichte den Rang eines SS-Oberführers.

## Leben
Nach der Realschule und einer Uhrmacherlehre war Maurice von 1917 bis 1919 Soldat der Bayerischen Armee, ohne im Ersten Weltkrieg zum Einsatz zu kommen.
Ende 1919 trat er in die rechte Deutsche Arbeiterpartei ein, die sich im Februar 1920 in Nationalsozialistische Deutsche Arbeiterpartei (NSDAP) umbenannte (Mitgliedsnummer 594). Er beteiligte sich unter der Führung von Anton Drexler an der Niederschlagung der Münchner Räterepublik und kämpfte 1921 in Oberschlesien. Die neue Partei brauchte für ihre Veranstaltungen einen Ordnungsdienst. Dafür gründete Maurice im November 1920 einen „Turn- und Sportverein“, der im Oktober 1921 in „Sturmabteilung“ (SA) umbenannt wurde. Die Führung der mit Freikorps ausgefüllten SA übertrug er im August 1921 auf den vom einflussreichen Freikorps-Anführer Hermann Ehrhardt abbeorderten Hans Ulrich Klintzsch.
Am 8. und 9. November 1923 beteiligte Maurice sich als Angehöriger des „Stoßtrupp Adolf Hitler“ am gescheiterten Hitler-Ludendorff-Putsch in München. Im „kleinen Hitler-Prozess“ wurde Maurice zusammen mit 39 anderen Putschisten im April vor dem Volksgericht München I wegen Beihilfe zum Hochverrat angeklagt. Am 28. April 1924 wurde er für schuldig befunden und zu einer Haftstrafe von 15 Monaten verurteilt. Einige Monate hiervon verbüßte er bis Anfang 1925 in der Festung Landsberg. Zusammen mit Hitler und zwei Dutzend anderen Putschteilnehmern wurde er während seiner Haftzeit in der sogenannten Festungsabteilung der Anstalt untergebracht, in der die Putschisten als eine von anderen Häftlingen abgetrennte eigene kleine Gemeinschaft unter ausgesprochen komfortablen Bedingungen lebten.
Die in der Literatur und Presse häufig auftauchende Behauptung, Hitler habe Maurice während der gemeinsamen Haftzeit Teile seines Buches Mein Kampf diktiert, ist nach den Ergebnissen der neueren Forschung mit großer Wahrscheinlichkeit unzutreffend. Nach der Haft fungierte Maurice ab 1925 erneut zeitweise als Leibwächter und persönlicher Begleiter Hitlers. Bei der Gründung der zunächst aus einem Saalordnungsdienst hervorgegangenen „Schutzstaffel“ (SS) erhielt Maurice die SS-Nummer 2, der NSDAP trat er zum 7. Januar 1926 bei (Mitgliedsnummer 39).
Maurice war in Parteikreisen nicht unumstritten. Als Hitlers Nichte Geli Raubal am 18. September 1931 Suizid beging, wurde Maurice verdächtigt, eine Liebesbeziehung mit ihr unterhalten zu haben.
Maurice hatte mit Chéri Maurice einen jüdischen Urgroßvater (1805–1896), dennoch wurde er aufgrund seiner Nähe zu Adolf Hitler als „Ehren-Arier“ konträr zur sonstigen Forderung nach einem Ariernachweis von Himmler in der SS geduldet.
1933 wurde Maurice als „Alter Kämpfer“ Ratsherr im Münchner Stadtrat und mit dem Blutorden sowie dem Goldenen Parteiabzeichen der NSDAP ausgezeichnet.
Maurices Beteiligung am sogenannten Röhm-Putsch ist in der Forschung noch nicht abschließend geklärt. Besonders in der frühen Literatur findet sich häufig die Behauptung, Maurice habe Hitler am 30. Juni 1934 nach Bad Wiessee begleitet und sich dort an der Verhaftung von Ernst Röhm und anderen hohen SA-Führern beteiligt, was nach heutigem Stand als eher unwahrscheinlich gilt. In diesem Zusammenhang wurde auch wiederholt vermutet, dass Maurice den SA-Obergruppenführer Edmund Heines erschossen haben könnte.
1935 heiratete er die Medizinstudentin Hedwig Ploetz (1911–2003).
Ab 1936 Ministerialdirektor, wurde Maurice am 1. April 1937 Präsident der Handwerkskammer München. Ab 29. März 1936 gehörte er dem nationalsozialistischen Reichstag an. Innerhalb der SS stieg Maurice bis in den Rang eines SS-Oberführers auf, der ihm am 30. Januar 1939 verliehen wurde.
1948 verurteilte ihn eine Spruchkammer zu vier Jahren Arbeitslager und dem Einzug von 30 Prozent seines Vermögens. Seine Strafe musste Maurice nicht vollständig verbüßen. Maurice starb 1972 im Alter von 75 Jahren. Er wurde auf dem Nordfriedhof in München begraben.